# Vat Xieng Thong
Le Vat Xieng Thong est un temple bouddhiste laotien de l'ancienne capitale royale Luang Prabang. Fondé en 1560 par le roi Setthathirat du Lan Xang, il est généralement considéré comme le plus élégant du pays.
Lorsque des Pavillons noirs pillèrent Luang Prabang en 1887, le Vat Xieng Thong fut l'un des seuls temples épargnés, car leur chef y avait été bonze dans sa jeunesse.
Situé entre la Nam Khan et le Mékong, il est le centre d'un petit ensemble de bâtiments religieux, comprenant notamment un pavillon pour le char funéraire des anciens rois du Laos. Très fréquenté par les touristes, il est encore en activité.

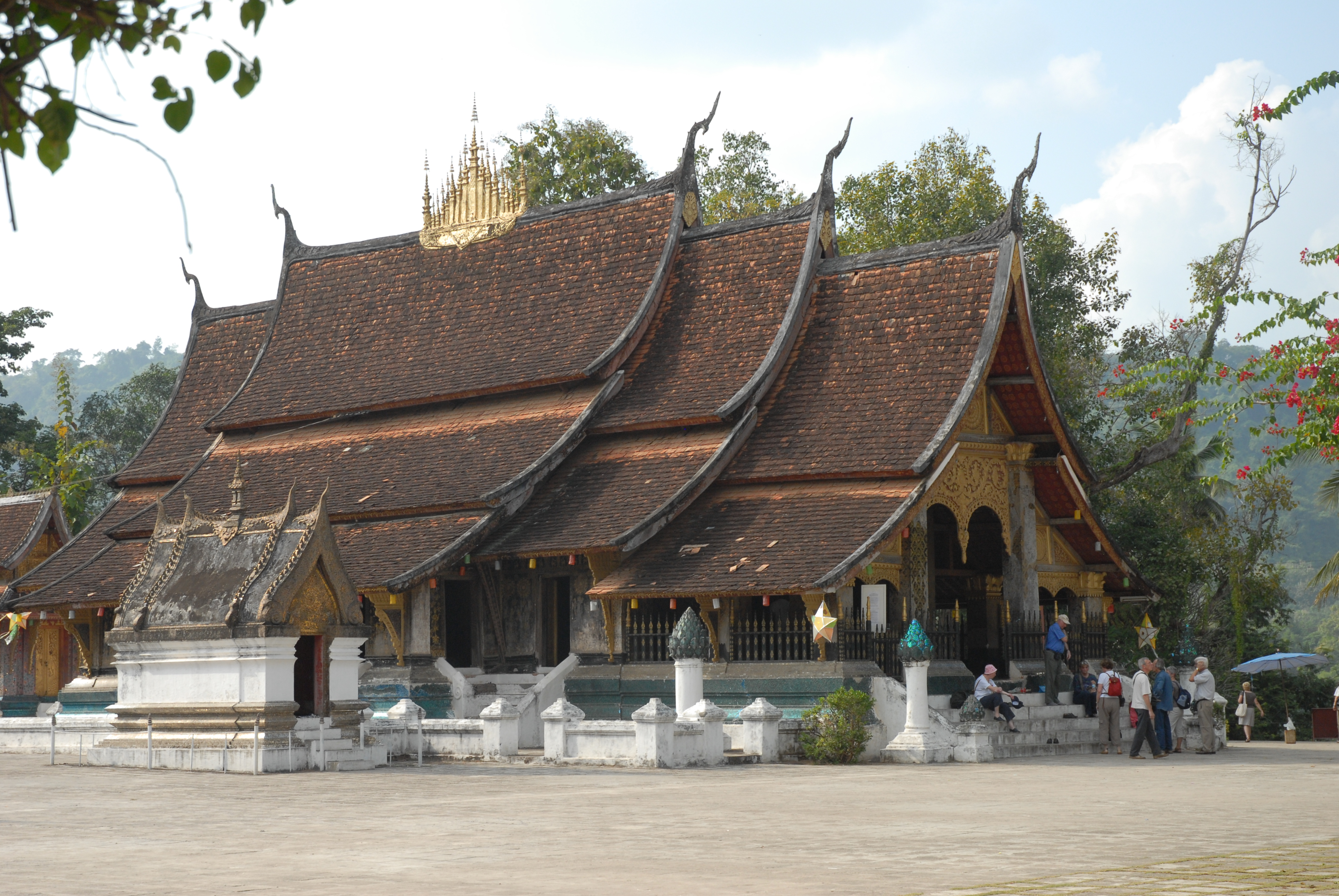
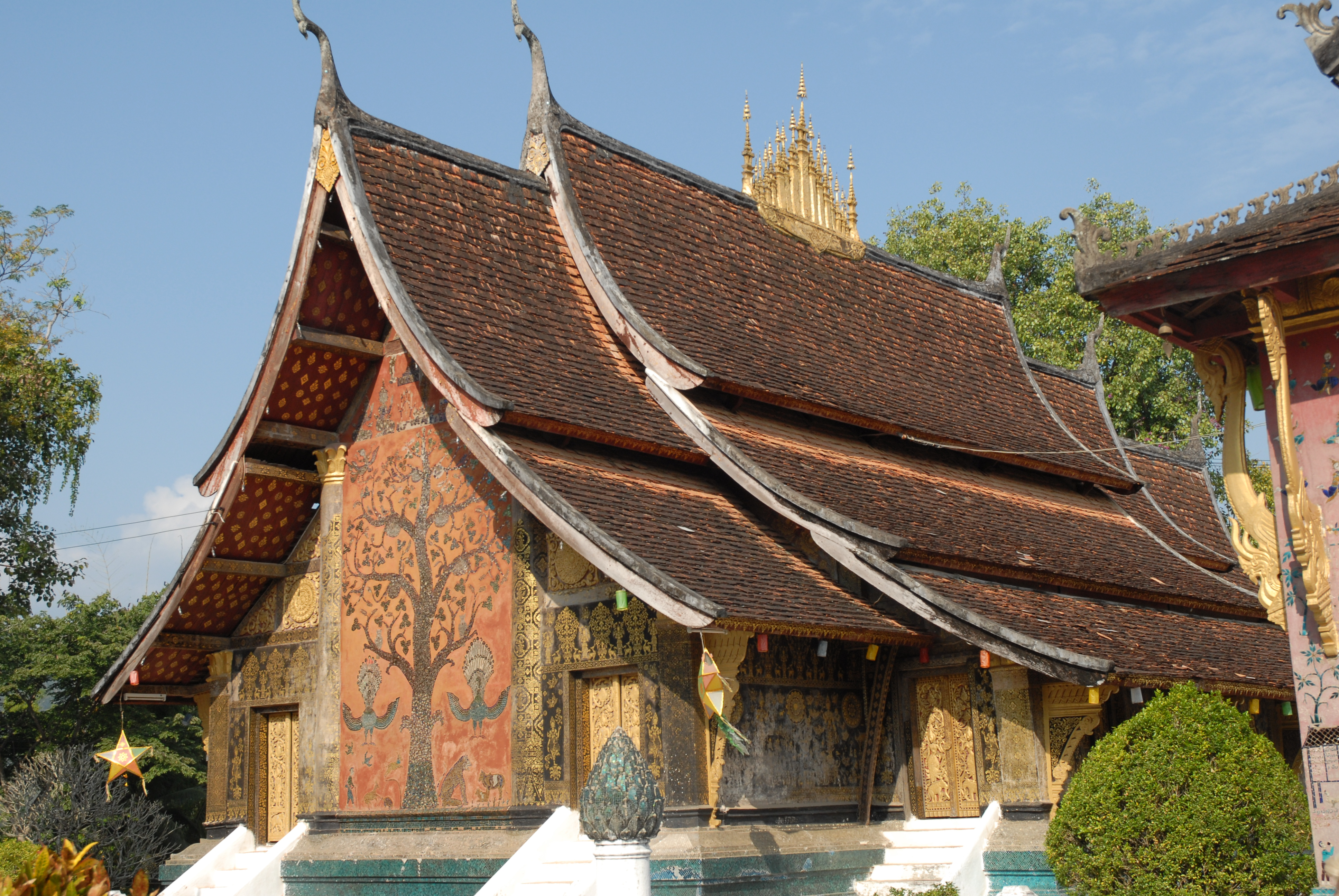
Façade arrière du Vat Xieng Thong : Arbre de Vie
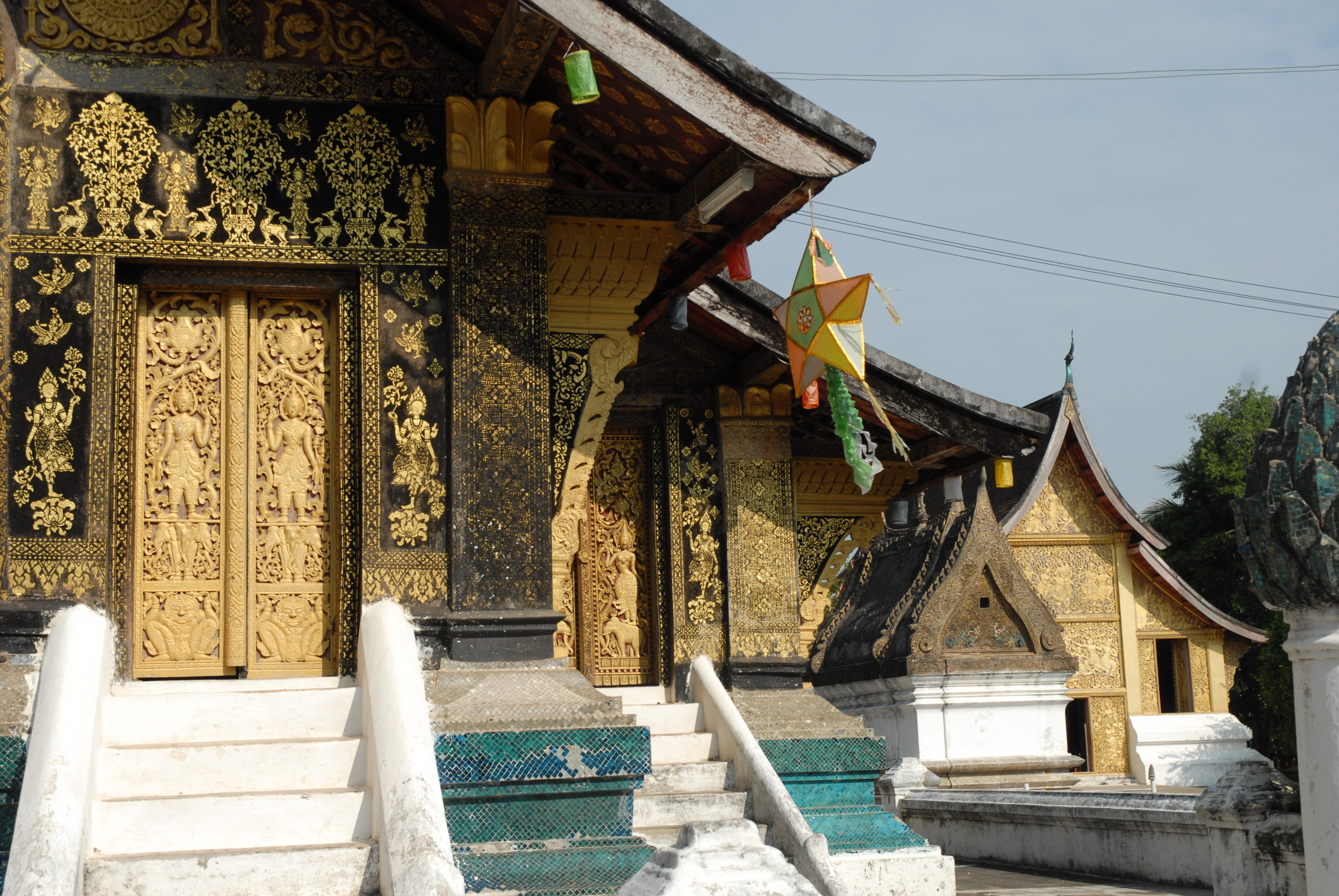
Détail de la  façade arrière du Vat Xieng Thong
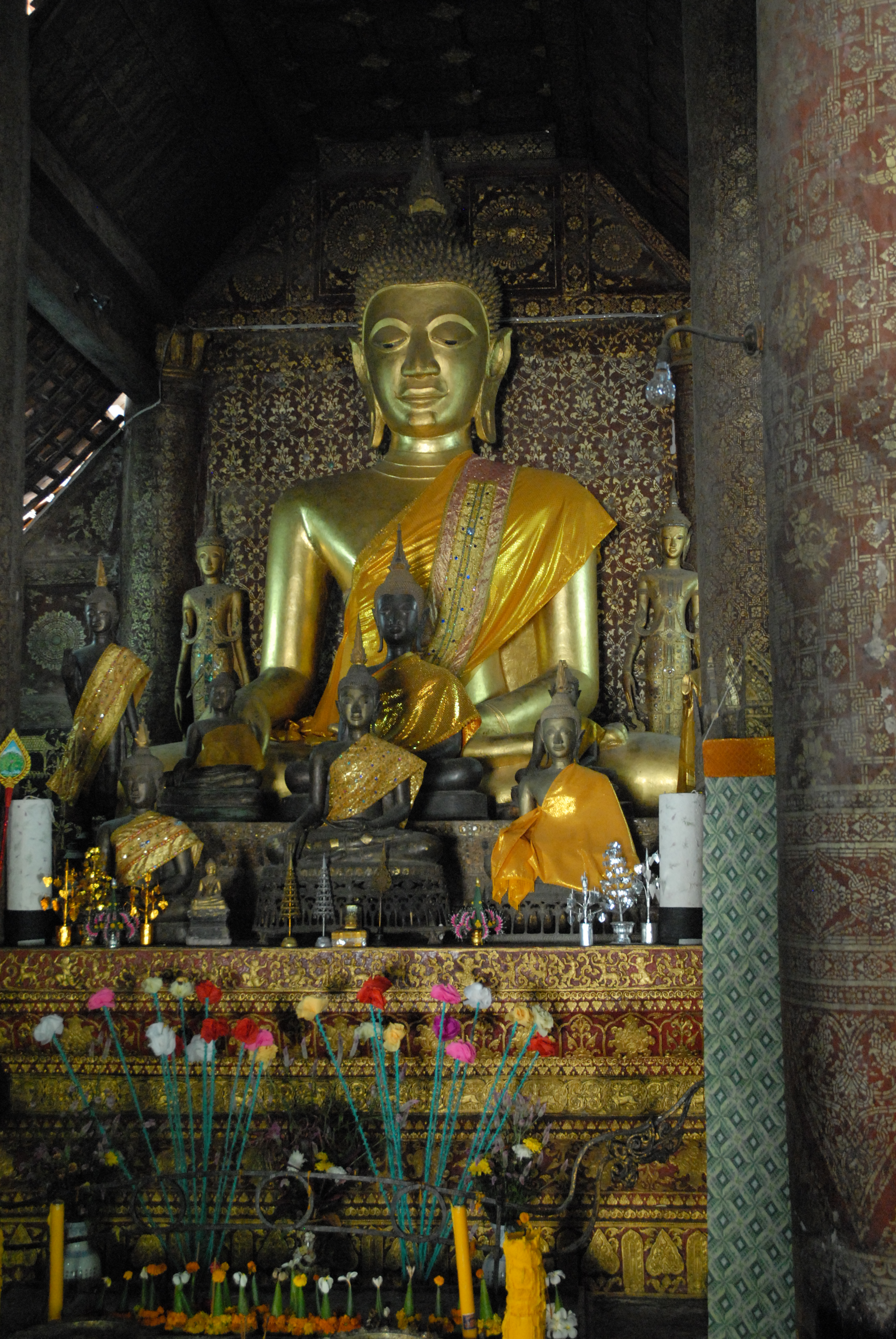
Bouddhas du Vat Xieng Thong
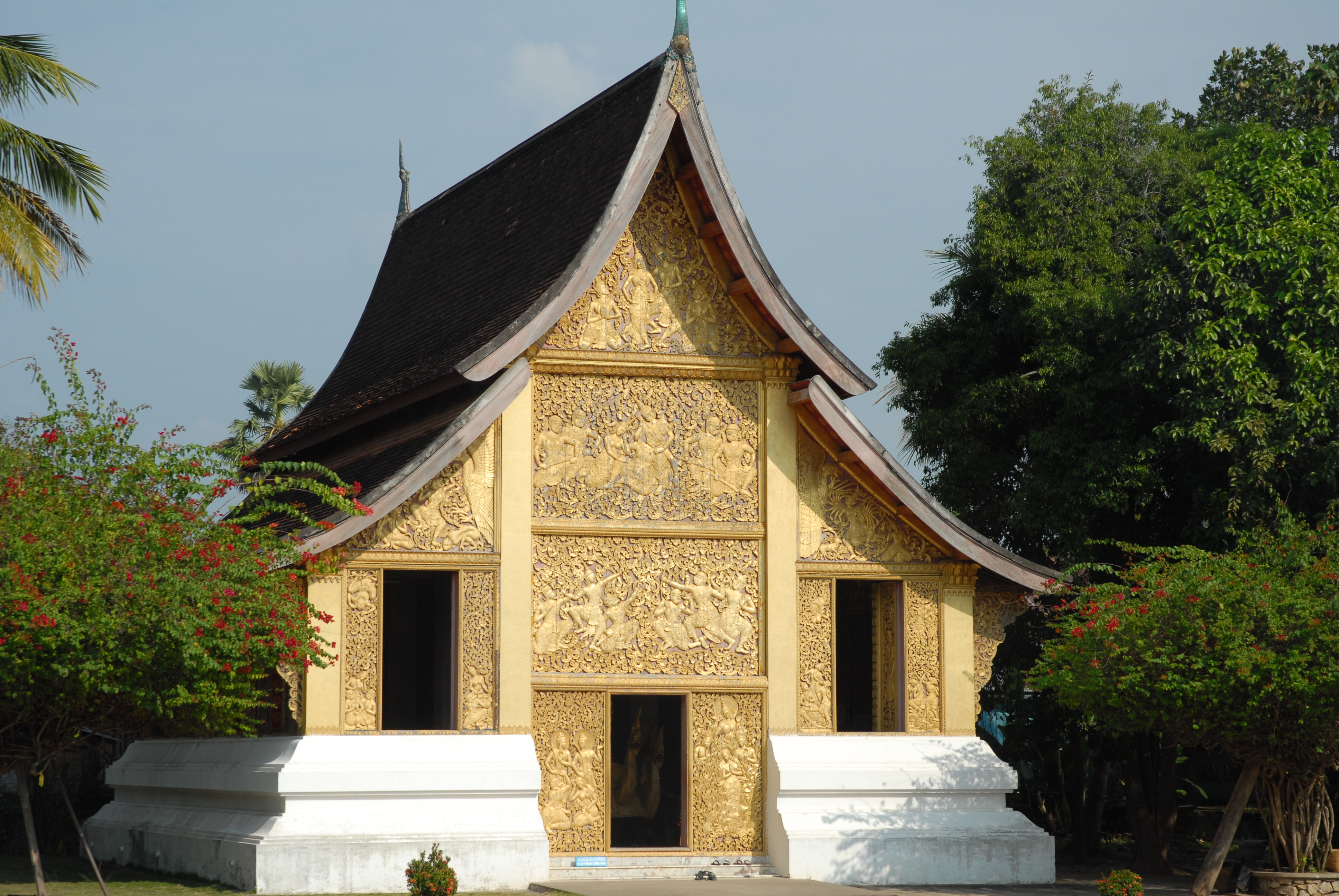
Pavillon abritant le char funéraire royal
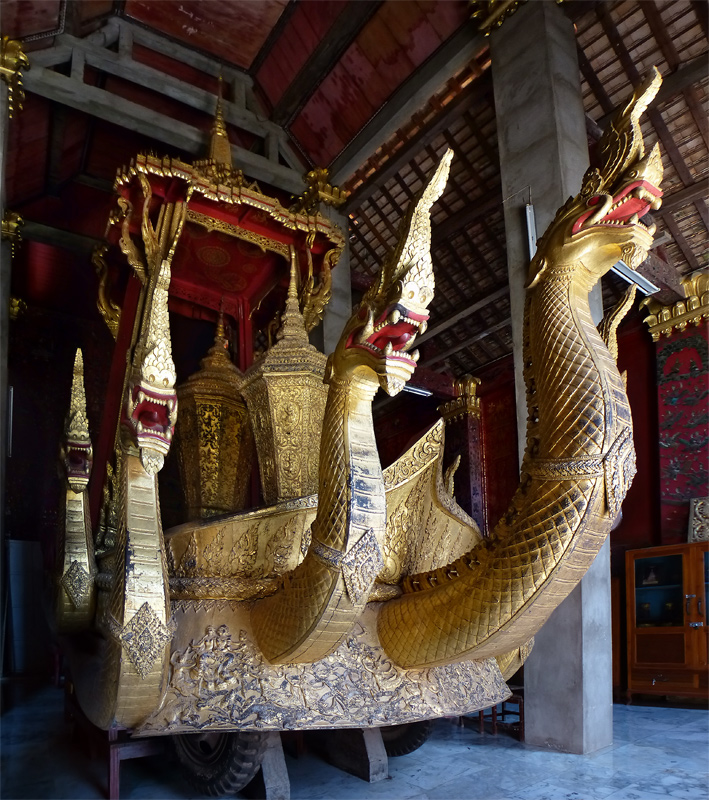
Char funéraire royal
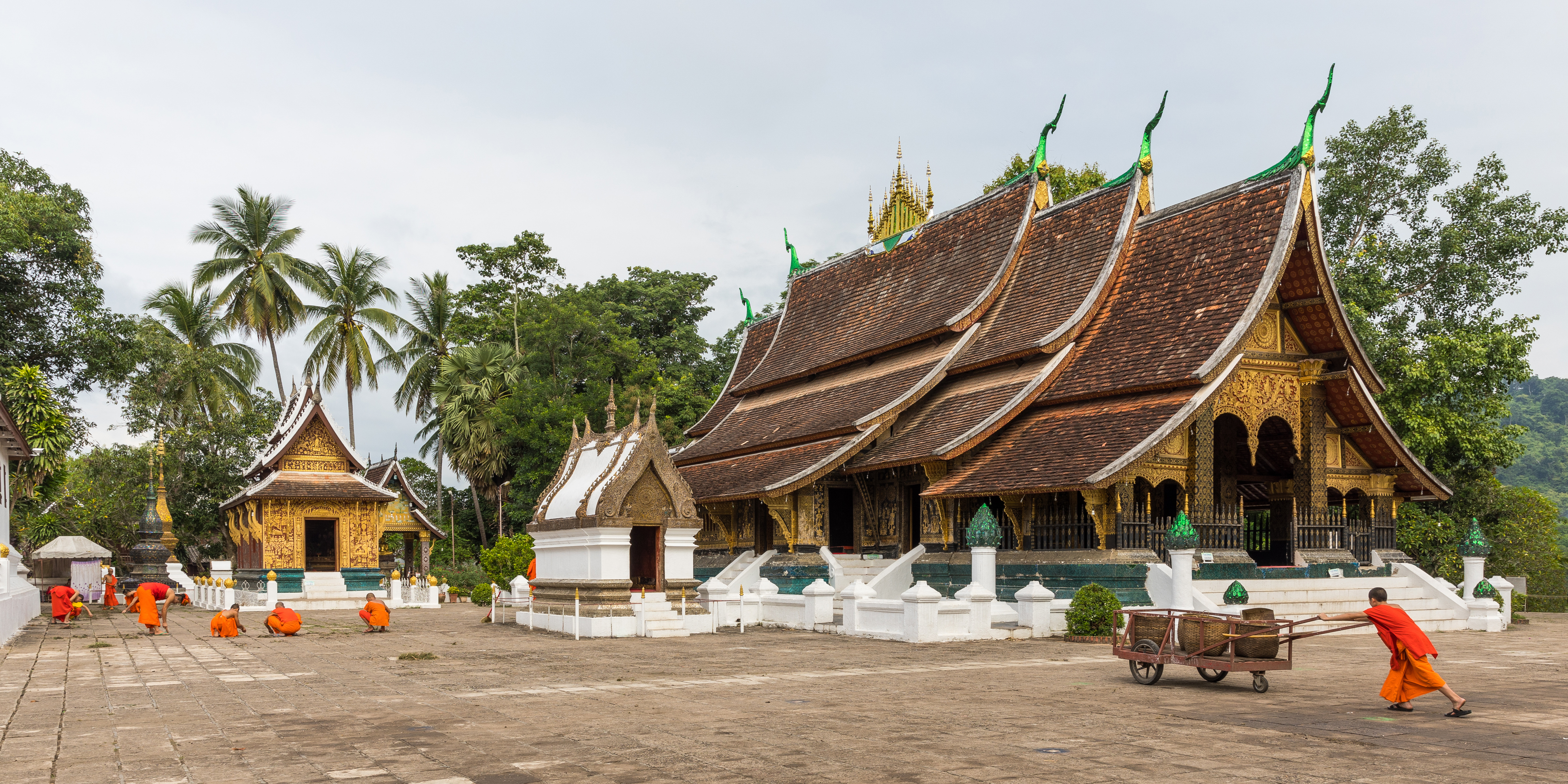
Jeune moine bouddhiste poussant un chariot pour rejoindre d'autres occupés à nettoyer la cour du temple Vat Xieng Thong. Juin 2018.